# Kümmern

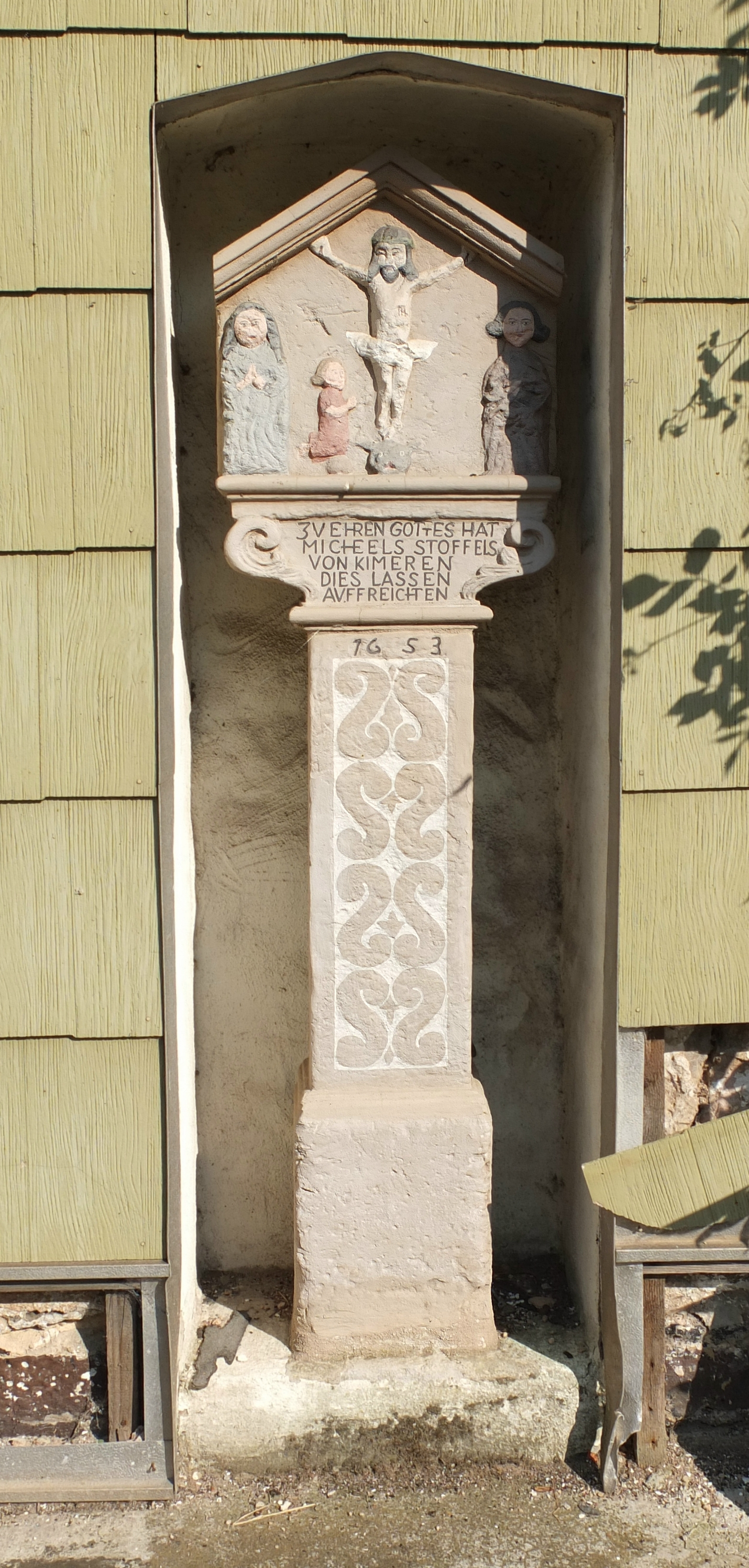
Bildstock von 1653

Kümmern ist ein Ortsteil der Ortsgemeinde Mannebach im Kreis Trier-Saarburg in Rheinland-Pfalz.
Der Ort liegt oberhalb von Mannebach auf 362 m ü. NHN und wird bereits seit dem 16. Jahrhundert der Gemeinde Mannebach zugeordnet. Insoweit ist Kümmern ortsgeschichtlich eng mit Mannebach verknüpft.
Der im 13. Jahrhundert erstmals genannte Ort weist Spuren einer römischen und fränkischen Vorgängersiedlung auf. Diese lag nahe der Römerstraße, deren Trasse heute als Wirtschaftsweg genutzt wird.
Durch Kümmern führt auch ein historischer Jakobsweg, der nach Santiago de Compostela führt. Gekennzeichnet ist der gesamte Pilgerweg mit der Jakobsmuschel.
Landwirtschaft mit vielen Streuobstwiesen prägt die Landschaft. 
Von Kümmern kann man zum Römischen Tempel von Tawern wandern.